# Txanton Piperri
Txanton Piperri (a veces escrito como Chanton Piperri) es una ópera de Buenaventura Zapirain con libreto en vasco de Toribio Alzaga, estrenada el 6 de enero de 1899 en el Centro Católico de San Sebastián.

## Historia
El compositor lekeitiarra Buenaventura Zapirain se había instalado en San Sebastián en 1893, donde trabaja como profesor y organista en el Colegio de los Hermanos Marianistas. Por esa época, la capital guipuzcoana había acogido el estreno de algunas óperas con libreto en euskera (Pudente de José Antonio Santesteban en 1884 o Iparraguirre de Juan Guimón en 1889), pero la obra que compone sobre el texto de Toribio Alzaga es generalmente considerada como "la primera ópera vasca". A diferencia de lo que había sucedido con las óperas anteriores, Txanton Piperri nace con la intención de ser una obra que no se represente sólo en San Sebastián, sino que sea llevada a otras ciudades, difundiendo la cultura vasca en territorios que, a diferencia de San Sebastián, habían sufrido la desvasquización (como en el caso de Bilbao; la capital guipuzcoana mantenía una población culta vascoparlante, por lo que el idioma vasco no tenía una visión de "inculto" que sí tenía en otras ciudades vascas. Zapirain era el primer compositor no guipuzcoano en componer una ópera en lengua vasca, y la obra, lejos de ser un simple entretenimiento para las fiestas de carnaval, como en los casos precedentes, tiene ambiciones de gran ópera histórica, tomando como referente obras internacionales, en especial la Grand-opéra francesa. 
El argumento de la obra, si bien histórico, tiene una aplicación contemporánea: su mensaje de unidad en medio de la división entre oñacinos y gamboínos en las Guerras de bandos es aplicable a una sociedad recién salida de las guerras carlistas, con alusiones explícitas al lema "Jaungoikoa eta lege zarra" (Dios y fueros), el lema de Sabino Arana, fundador del PNV.
Txanton Piperri tuvo dos estrenos parciales: el 28 de febrero de 1897 se estrena el primer acto en el Teatro Circo de San Sebastián, , mientras el 20 de febrero de 1898 se representa de nuevo el primero y se estrena el segundo acto, en el mismo teatro. El estreno completo de los tres actos de la ópera tiene lugar el 6 de enero de 1899 en el Centro Católico. El 12 de abril del mismo año se representa en el Teatro Principal, y un mes después, el 25 de mayo, se estrena por primera vez fuera de San Sebastián, en el Teatro Arriaga de Bilbao. La ópera se representa en ambas ciudades y también en Vitoria, así como en algunas localidades menores del País Vasco, en los siguientes años, pero a partir de mediados del siglo XX va desapareciendo, representándose por última vez en 1984. En las estadísticas de Operabase no figura ninguna representación entre los años 2004 y 2019. 
En el año 2012, un fragmento de la ópera, "Euskal herriko semeak gera", es seleccionado como himno oficial de las selecciones deportivas vascas.

## Personajes
| Personaje       | Voz      | Intérpretes del estreno |
| --------------- | -------- | ----------------------- |
| Txanton Piperri | tenor    | Julián Martínez         |
| Lazcano         | barítono | Javier Flórez           |
| Berastegui      | Bajo     | Esnaola                 |
| Josetxo         | soprano  | Garín                   |
| Lizarreta       |          | Gadea                   |
| Balda           |          | Zubiría                 |
| Loyola          | barítono | Elicio Irigoyen         |

## Argumento
Acto I
Los oñacinos se reúnen ante la torre de su líder, Martín de Lazcano. Un joven huérfano que ha sido criado por Lazcano, Txanton Piperri, les presenta el plan de atacar la torre de Miguel de Lizarreta, líder gamboíno, con lo que obtendrán un gran botín. Lazcano apoya el ataque, no así su hijo Josecho, que teme por la suerte de su padre. Txanton finalmente se queda con él, pero cuando los demás oñacinos se han ido, llegan los gamboinos que incendian la torre y se llevan prisionero a Josecho, mientras Txanton queda malherido. 
Acto II
Tras el ataque hubo un combate entre los dos bandos, en el que ganan los oñacinos, que consiguen rescatar a Josecho. Lazcano, tras perder su castillo, se refugia en el palacio de Pedro de Berastegui, noble contrario a los enfrentamientos. Allí llega Txanton tras haber permanecido oculto en el bosque, deseoso de reencontrarse con su Señor, pero éste lo acusa de traidor, ya que un gamboino afirma que está detrás del ataque. Berastegi se reúne con Txanton y queda convencido de su inocencia, pero los oñacinos no lo aceptan y lo echan del castillo. 
Acto III
En la plaza del pueblo sus habitantes celebran la paz cercana. Llega Berastegui con los líderes oñacinos y gamboinos, pero estos, en vez de firmar la paz, se enfrentan en una pelea. Aparece entonces Josetxo informando de la aparición de la virgen de Aránzazu. Los banderizos desean ir a visitarla, pero Berastegui les dice que no pueden hacerlo si no firman antes la paz. Tras reticencias iniciales, terminan accediendo. Lazcano no está dispuesto a perdonar la traición de Txanton, allí presente, pero Lizarreta confirma su inocencia, con lo que ambos se reconcilian. La ópera termina con un himno a Euskal Herria.